# Segno di Dalrymple
Il segno di Dalrymple è, in medicina, una tipica manifestazione che si osserva in una particolare forma di malattia, la cosiddetta oftalmopatia di Graves: il morbo di Graves è una malattia complessa che racchiude diverse manifestazioni, la più tipica si mostra a livello oculistico, il segno di Dalrymple è diagnostico per tale forma patologica.

## Manifestazioni
Si mostra una retrazione della palpebra, che si presenta rigonfia e ispessita e conferisce al viso la tipica "espressione spaventata". I problemi funzionali ed estetici sono proporzionati al grado di severità della retrazione.

## Etimologia
Il termine si deve all'oculista britannico John Dalrymple (1803-1852).